# Autojeřáb

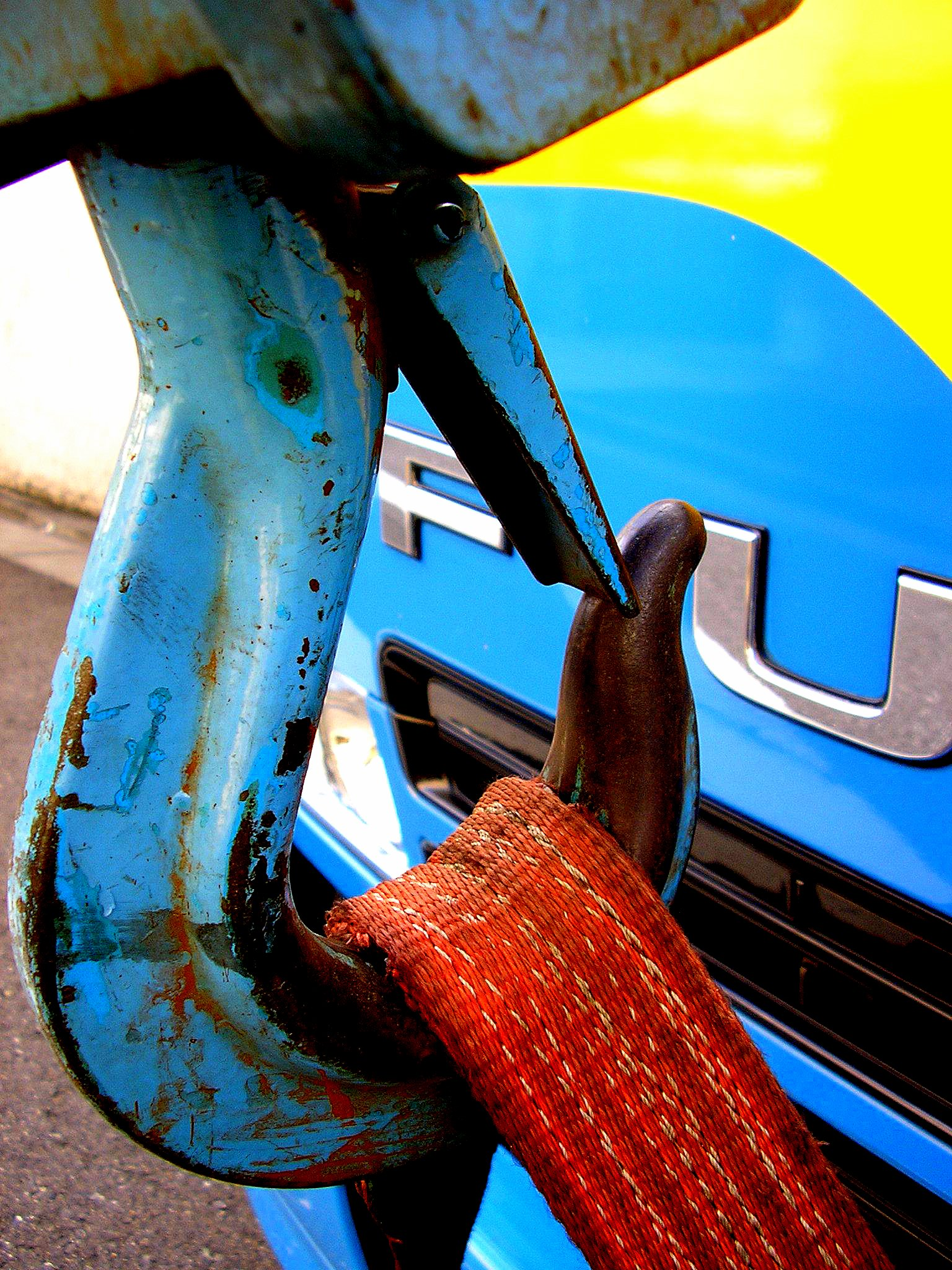
Závěsný hák autojeřábu

Autojeřáb – může být použito také označení „mobilní jeřáb“, nebo "automobilový jeřáb" – je zvedací zařízení, totiž jeřáb namontovaný na automobilový podvozek. Autojeřáby se používají na manipulaci a zvedání břemen, zejména na stavbách a při různých montážních pracích v terénu. Výhodou autojeřábu je jeho velká mobilita – možnost bezproblémového a rychlého přesunu po běžných komunikacích.

## Technický popis
Jedná se o autojeřáby s teleskopicky vysouvatelným ramenem (výložníkem). Základní části jsou – podvozek s vysouvacími opěrami, otočný vršek s kabinou jeřábníka, vícedílný teleskopický výložník (může být s nástavci), kladnice s hákem a navíjecí lanový buben. Veškeré pohyby a funkce jsou zajišťovány pomocí hydraulických systémů. Základními parametry jsou : maximální hmotnost břemene (v tunách) a maximální délka vysunutí výložníku (+ nástavec). Podrobnější parametr je tzv. zátěžový diagram, nebo tabulka nosností, vyjadřující vztah mezi hmotností břemene, vysunutím výložníku a jeho náklonem.

## Československé autojeřáby
V Československu byly autojeřáby vyráběny v menším množství od roku 1945 v ČKD Praha a v roce 1954 byla výroba přenesena do ČKD Slaný. V současnosti výroba pokračuje ve společnosti pod změněným názvem ČKD Mobilní Jeřáby a.s. ve Slaném.
Nejznámější typy autojeřábů se značkou ČKD jsou AD080, AD10, AD14, AD20, AD20T, AD20.2, AD28, AD30. Autojeřáby byly montovány na podvozky Praga V3S, Tatra. V současnosti jsou montovány na podvozky Tatra, MAN, Mercedes-Benz, Iveco a další.
Zvláštním typem autojeřábu je vyprošťovací autojeřáb pod označení AV (AV14, AV20, AV30), které používají hlavně hasiči, nebo vojáci. Vyprošťovací jeřáby mají kratší výložník otočený v transportní poloze dozadu a přídavné navijáky pro vyprošťování.
Vyprošťovací jeřáby používají hasiči při zásazích, u dopravních nehod, apod.

## Galerie

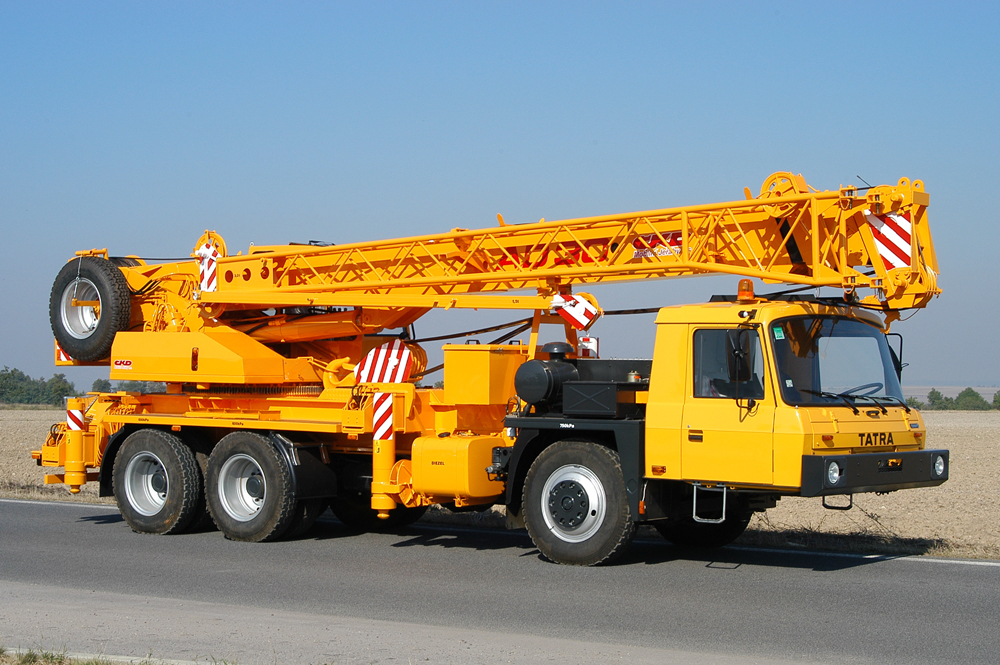
Autojeřáb AD30 na podvozku Tatra
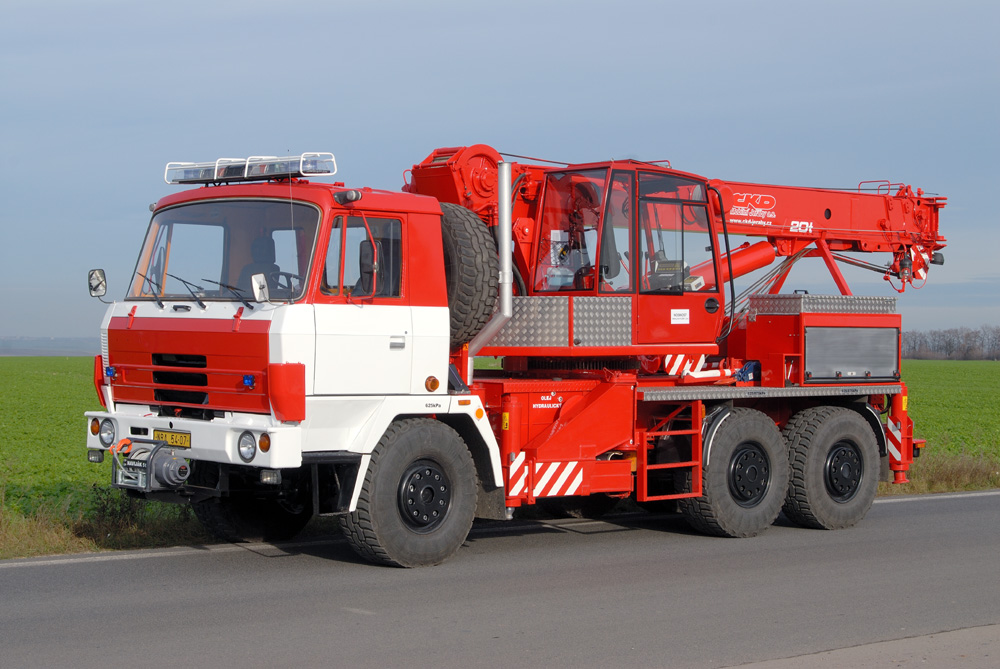
Autojeřáb AV20 na podvozku Tatra-815
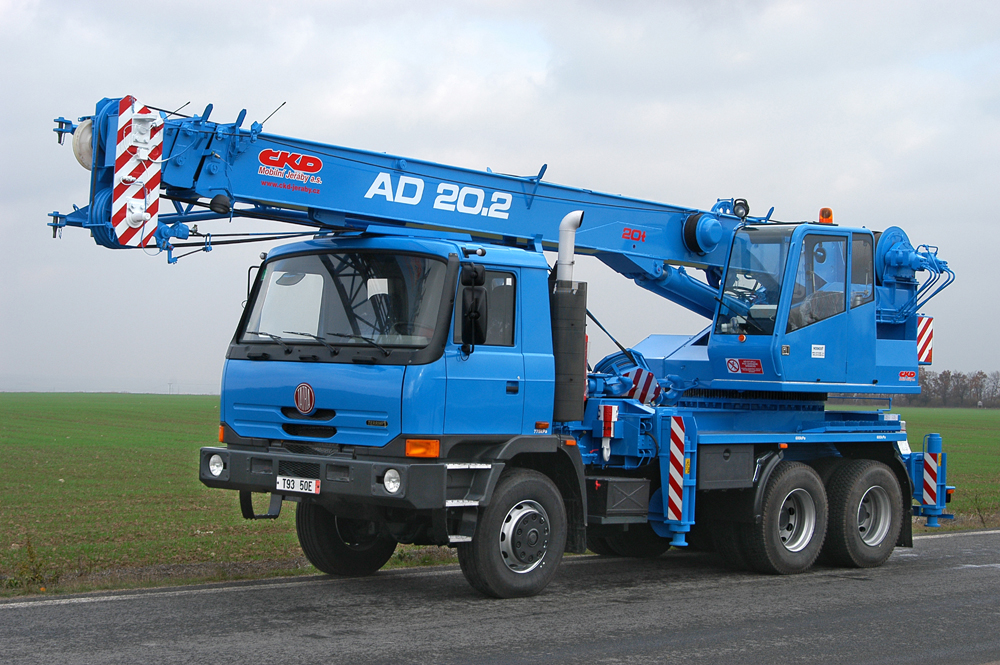
Autojeřáb AD20.2
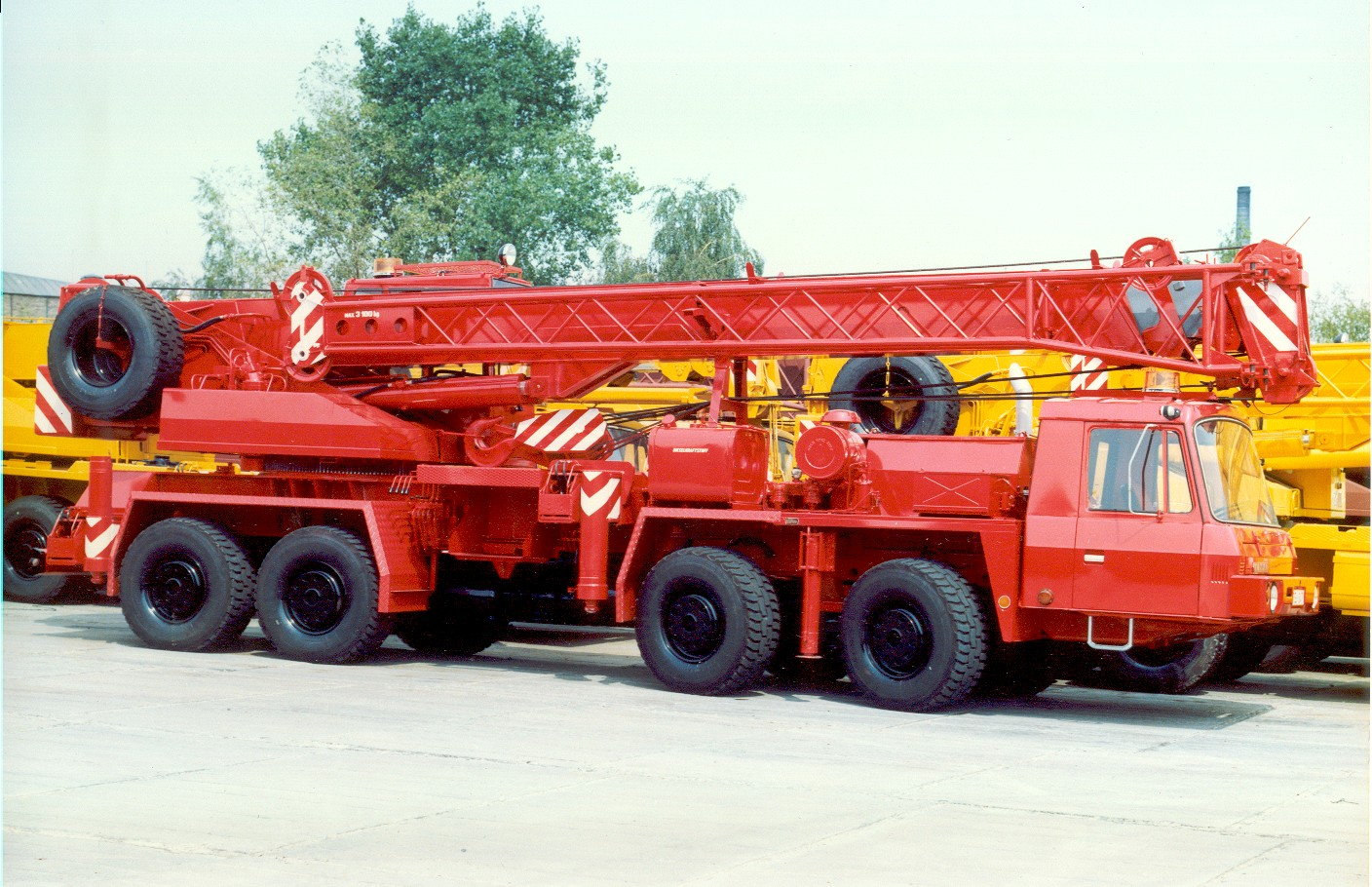
Autojeřáb AD30-8x8
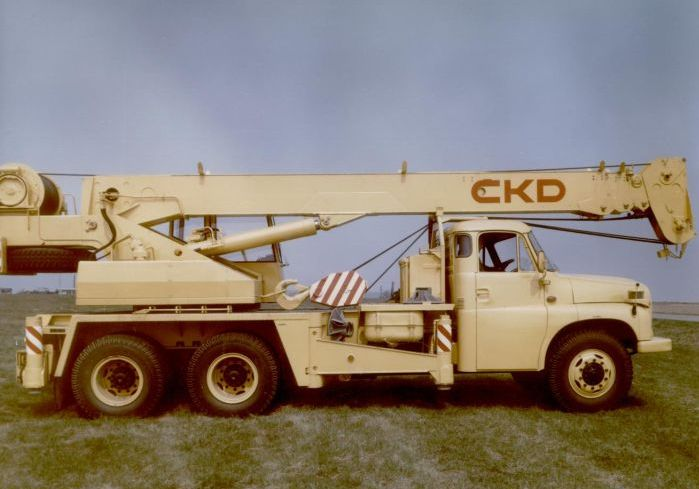
Autojeřáb AD20-1971